# オランダの世界遺産
オランダの世界遺産（オランダのせかいいさん）はユネスコの世界遺産に登録されているオランダ国内の文化・自然遺産の一覧。

## 文化遺産
- スホクラントとその周辺 - （1995年）
- オランダの水利防塞線群 - （1996年・2021年）
- キンデルダイク＝エルスハウトの風車網 - （1997年）
- キュラソー島の港町ウィレムスタット市内の歴史地区 - （1997年）
- Ir.D.F.ヴァウダヘマール - （1998年）
- ベームスター干拓地 - （1999年）
- リートフェルトのシュレーダー邸 - （2000年）
- アムステルダムのシンゲル運河の内側にある17世紀の環状運河地域 - （2010年）
- ファン・ネレ工場 - （2014年）
- 慈善の集団居住地群（オランダ語版）（ベルギーと共有）- (2021年)
- ローマ帝国の国境線-ゲルマニア・インフェリオルのリーメス - (2021年、ドイツと共有)
- フラーネカーのエイシンガ・プラネタリウム - （2023年）

## 自然遺産
- ワッデン海 - （2009年・2014年、ドイツ、デンマークと共有）

## 複合遺産
なし